# Hôtel de Russie
L'Hôtel de Russie est un hôtel historique de Rome hébergé au palazzo Lucernari,  édifice construit par Giuseppe Valadier sur la Via del Babuino. 

## Histoire
Le palais a été édifié non loin de la Piazza del Popolo, au début de la Via del Babuino, sur un terrain concédé par la Chambre Apostolique à la famille Torlonia  à condition qu'ils le fassent construire à leurs frais par Valadier. L'architecte construisit le corps de l'édifice sur la Via del Babuino entre 1816 et 1825 environ, lorsque Francesco Lucernari fit démolir certains anciens bâtiments pour construire le palais. Pietro Paoletti a travaillé sur les façades dans la deuxième décennie du XIXe siècle, avec des fresques qui seront ensuite perdues.
Le peintre anglais William Turner avait représenté le bâtiment alors qu'il était encore en construction et il fut alors utilisé comme hôtel sous le nom d'Hôtel de Russie et des Iles Britanniques comme il était encore connu dans le cadastre de 1855. À la fin du XIXe siècle, l'hôtel était déjà connu sous le nom d'Hôtel de Russie, également très apprécié par la clientèle russe et par les Européens en général, et sa renommée se maintint tout au long des trente premières années du siècle suivant. Entre 1870 et 1872, il fut surélevé de deux étages.
Pendant la Seconde Guerre mondiale, l'hôtel fut réquisitionné par les Services d'Information Militaire, puis il fut acheté par Romolo Vaselli puis loué par la RAI comme siège des bureaux et studios destinés aux émissions de radio jusqu'en 1993, pour être ensuite repris par la société hôtelière Rocco Forte Hotels qui l'a entièrement rénové, lui redonnant le nom d'Hôtel de Russie. Les travaux ont permis de récupérer dans la cour un « jardin secret » conçu par Valadier lui-même, sur plusieurs niveaux, composé d'un système de gradins en terrasses qui s'étend jusqu'au relief du Pincio.

## Personnalités
Napoléon-Jérôme Bonaparte y est décédé le 17 mars 1891. L’Hôtel de Russie a été surnommé « paradis sur terre » par le poète français Jean Cocteau en 1917. Il a été fréquenté par des célébrités comme Picasso, Cocteau, Stravinsky ou encore Audrey Hepburn.